# Glem Gas
Glem Gas è un'azienda italiana produttrice di elettrodomestici da incasso e a libera installazione.

## Storia e generalità
Fondata a Modena nel 1959 come piccola impresa artigiana specializzata nella costruzione di cucine, l'azienda cresce rapidamente in termini di produttività e fatturato nei decenni successivi.
Nel 1984 la società assume l'attuale denominazione Glem Gas S.p.A. e le attività produttive vengono spostate in un nuovo stabilimento di 34.000 m², edificato a San Cesario sul Panaro, a pochi chilometri dal capoluogo, che a tutt'oggi è l'unica sede amministrativa e produttiva della Glem.
Gli anni novanta vedono l'azienda modenese divenire una delle maggiori imprese del settore in Italia, producendo sia con il proprio marchio che per conto terzi, e penetrando nei mercati esteri. Nel 1999 il gruppo cresce grazie all'acquisizione della francese Airlux, prima azienda in Europa a produrre un modello di cappa aspirante per uso domestico già negli anni sessanta. Oggi Airlux dispone di una gamma completa di elettrodomestici da cucina, disponibili al pubblico nei mercati europei di lingua francese e penisola iberica.
La Glem Gas è stata una delle poche aziende occidentali del settore a non risentire della aggressiva concorrenza dei prodotti provenienti dai paesi extraeuropei (realizzati a basso costo e venduti a prezzi nettamente inferiori) generata dalla globalizzazione, grazie all'adozione del modello produttivo just in time, che gli ha consentito di rimanere ancora competitiva sui mercati.

## Descrizione
L'azienda, che conta circa 250 addetti, gran parte dei quali alle catene di montaggio, produce annualmente circa 500.000 pezzi l'anno (forni, piani cottura, cappe, lavelli e miscelatori, frigo-congelatori, lavastoviglie). È presente nei mercati di 84 paesi nel mondo e nel 2008 ha realizzato un fatturato di 100 milioni di euro, per il 70% dovuto alle esportazioni.